# Лефевр, Жорж
Жорж Лефевр (фр. Georges Lefebvre, 6 августа 1874 — 28 августа 1959) — французский историк марксистского толка, Специалист по аграрной истории Великой французской революции. Редактор журнала «Annales historiques de la Revolution francaise». Один из основоположников концепции «истории снизу».

## Биография
В 1924 году защитил докторскую диссертацию «Крестьяне Севера Франции во время революции», в которой применил статистические методы обработки архивных материалов.
В годы режима Виши его произведения сжигались. Его брат Теодор Лефевр, профессор географии в университете Пуатье, был приговорён к смерти и обезглавлен за участие в движении Сопротивления. После войны, решительно взявшись за руководство кафедрой истории Французской революции в Сорбонне, обществом робеспьеристских исследований и журналом, который опять начал издаваться, Ж. Лефевр изгнал бывших сторонников сотрудничества с нацистами. Одновременно он окружил себя более или менее молодыми историками такими, как М. Булуазо, бывший ученик Матьеза, М. Эд, Р. Порталь, изучавший новую историю России, Л. Жакоб, Р. Лоран (его собственный племянник), Р. Довернь, П. Лойо, Ж. Попрэн, Ж. Дотри, Сюратто и Собуль, ставший его наиболее близким учеником. Также Лефевр установил полезные контакты с Э. Лабруссом, П. Виларом, Л. Февром, которого он знал ещё с 1930-х годов — времени основания «Анналов», когда часто встречался с ним и М. Блоком в Страсбургском университете, а через него — и с Ф. Броделем, хотя отношения с тем остались достаточно прохладными.

## Сочинения
- Лефевр Ж. Аграрный вопрос в эпоху террора (1793—1794) / перевод К. И. Раткевич, ред. и вступит.статья проф. Щеголева П. П. — Л.: Соцэкгиз, 1936.
- Лефевр Ж. «Великий страх» 1789 года (Реферат оригинальной работы G. Lefevre. La Grand peur de 1789. Suivi de Les foules revolutionnaires. Paris, 1988. 272 р. выполненный Г. С. Чертковой) // История ментальностей, историческая антропология. Зарубежные исследования в обзорах и рефератах. М., 1996